# Hurchillo
Hurchillo es una pedanía del municipio de Orihuela, situada en la falda de la Sierra de Hurchillo, en la Provincia de Alicante. Cuenta con 2200 habitantes.

## Historia
Hasta el siglo XVII existían vestigios de un poblamiento probablemente griego a los pies del Monte Orchello. La población originaria se trasladó y el nombre de la nueva ubicación devino primero en Orcelis y luego en Orihuela, con lo que Hurchillo fue en realidad la primera ubicación de aquella ciudad. 
En el antiguo sitio surgió un nuevo poblado, que los lugareños denominaron con el nombre actual. En 1728 se construyó la ermita de Nuestra Señora de Monserrate.
Es curioso que tanto Monte Orchello, como Hurchillo, puedan provenir ambas de Orcelis pero se asemejen igualmente a la palabra catalana Urgell, que proviene de lenguas vascoides -Urtx, fuente- o ibéricas y significaría fuentecilla. A este respecto, el nombre mismo de Orihuela provendría de Orcelis.[cita requerida]

## Características
Su principal monumento es la Iglesia de Nuestra Señora de Monserrate. Hay fiestas patronales en honor a la Virgen de Monserrate -castellanización de la denominación Virgen de Montserrat- durante la primera quincena de septiembre. También existe las denominadas en el pueblo como, Fiestas del Señor (Corpus Christi) celebradas en el mes de junio y organizadas por la Cofradía del Santísimo Sacramento de Hurchillo.
Es costumbre en la localidad que para las bodas, la novia sale de su casa y recorre andando todo el pueblo.
El gentilicio utilizado para denominar a los vecinos de Hurchillo es Hurchillanos.

## Personas destacadas
José Baldó Javaloyes.
Cantante de flamenco del siglo XX, nacido en Orihuela (en la partida rural de Hurchillo), en 1935. Conocido como "Pepe Baldó", utilizó como nombre artístico el de "El Niño de Hurchillo".
Fue descubierto en la década de los años 50 por el poeta y compositor gaditano Salvador Guerrero Reyes, que escribió para él la fantasía lírica titulada La mujer y la copla, que se estrenó en 1952 en el madrileño Teatro Jorge Juan, con enorme éxito de crítica y público. Al año siguiente se reestrenó, también en Madrid, en el Teatro Principal y con la colaboración de Maruja Lozano.
Pepe Baldó obtuvo durante su carrera artística muchos triunfos, tanto en España, como en Iberoamérica, donde contaba con un sinfín de admiradores.
Entre las canciones más destacadas de su repertorio, podemos citar: Juan Salvador, Nochecita de Orihuela, Velo Blanco, Coplas de arriero, La rosa del olvido, Ramita de hierbabuena, Entre Consuelo y María, Mientras tengas a tu madre, y muchas otras.
Falleció el 15 de septiembre de 1991.
El Ayuntamiento oriolano rotuló con su nombre un céntrico pasaje de la ciudad.